# Konduktör (arkitekt)
Konduktör var en titel för tjänstemän verksamma som arbetsledare eller uppsyningsmän vid bland annat Byggningsstaten, sedermera Slottsbyggnadsdeputationen och Slottsbyggnadsdirektionen. Det var också titeln för ett byggnadstekniska biträden vid Amiralitetet åtminstone under slutet av 1600-talet. 
Vid överintendentsämbetet var det titeln för den som 1864 fick titeln "andre arkitekt".
Inom Fortifikationen fanns officersgraden konduktör.